# Калвін Твігт
Калвін Твігт (нід. Calvin Twigt, нар. 30 січня 2003, Амстердам, Нідерланди) — нідерландський футболіст, півзахисник клубу «Гоу Егед Іглз».

## Ігрова кар'єра

### Клубна
Калвін Твігт приєднався лр футбольної академії клубу «Волендам» у 2014 році. З сезону 2020/21 футболіст почав грати за дублюючий склад «Волендама» у Другому дивізіоні. У травні 2021 року Твігт підписав з клубом контракт до 2024 року.
16 жотвня в матчі проти «Йонг ПСВ» Твігт зіграв першу гру в основному складі команди в турнірі Еерстедивізі. За результатами сезону 2021/22 «Волендам» виборов право на підвищення і 21 січня 2023 року Твігт дебютував у матчах вищого дивізіону.
У сезоні 2023/24 «Волендам» вилетів з вищого дивізіону. А Твігт у липні 2024 року перейшов до клубу «Гоу Егед Іглз», з яким підписав контракт на чотири роки. 25 липня 2024 року у матчі Ліги конференцій проти норвезького «Бранна» Калвін Твігт зіграв першу гру у ковій команді.
В липні 2024 року Твігт приєднався до клубу «Гоу Егед Іглз», з яким підписав контракт на чотири роки.

### Збірна
12 вересня 2023 року Калвін Твігт дебютував у складі молодіжної збірної Нідерландів.

## Досягнення
«Гоу Егед Іглз»
- Володар Кубка Нідерландів: 2024–25[6]